# Морская пехота Аргентины
Морская пехота Аргентины (исп. Infantería de Marina de la República Argentina (IMARA)) — род войск ВМС Аргентины, предназначенный для ведения боевых действий в составе морских десантов. Имеет самый богатый в Латинской Америке опыт боевого применения. По численности равна бригаде. Командование Морской пехоты Аргентины (исп. Comando de Infantería de Marina (COIM)) является одним из четырёх оперативных командований Военно-морских сил Аргентины.

## Организация
Командование Морской пехоты (исп. Comando de la Infantería de Marina (COIM))
- Силы морской пехоты на флоте (исп. Fuerza de Infantería de Marina de la Flota de Mar (FAIF)[2]
  - Батальон управления и материально-технического обеспечения (исп. Batallón de Comando y Apoyo Logístico (BICA))
  - 2-й батальон морской пехоты исп. Batallón de Infantería de Marina N° 2 (BIM2))
  - 1-й батальон полевой артиллерии (исп. Batallón de Artillería de Campaña N° 1 (BIAC))
  - Противовоздушный батальон (исп. Batallón Antiaéreo (BIAA))
  - 1-й батальон связи (исп. Batallón de Comunicaciones N° 1 (BIC1))
  - Диверсионно-десантная амфибийная группа (исп. Agrupación Comandos Anfibios (APCA))
  - 1-й батальон амфибийных машин (исп. Batallón de Vehículos Anfibios Nº 1 (BIVH))
  - Амфибийная инженерная рота (исп. Compañía de Ingenieros Anfibios (CKIA))
- Южные силы морской пехоты (исп. Fuerza de Infantería de Marina Austral (FAIA))
  - 4-й батальон морской пехоты (исп. Batallón de Infantería de Marina N° 4 (BIM4))
  - 5-й батальон морской пехоты (исп. Batallón de Infantería de Marina N° 5 (BIM5))
  - Морское отделение (отдельная рота) Рио-Гранде (исп. Destacamento Naval Río Grade (DNRD))
- 3-й батальон морской пехоты (исп. Batallón de Infantería de Marina N° 3 (BIM3))
- Подразделения охраны (исп. Unidades de Seguridad)
  - Батальон охраны Главного штаба ВМС (исп. Batallón de Seguridad del Estado Mayor General de la Armada (BISA))
  - Батальон охраны ВМБ Пуэрто-Бельграно (исп. Batallón de Seguridad de la Base Naval Puerto Belgrano (BISP))
- Группа квартирмейстерской службы (исп. Agrupación Servicios de Cuartel (APSC))
- База морской пехоты «Батериас» (исп. Base Naval de Infantería de Marina «Baterías» (BNIM))
- Школа морской пехоты (исп. Escuela de Infantería de Marina (ESIM))
- Командование подготовки и оценки морской пехоты (исп. Comando de Instrucción y Evaluación de la Infantería de Marina (COIE))

### Структура Морской пехоты Аргентины
Подразделения Морской пехоты Аргентины имеют структурные различия:
- Регионально, подразделения Морской пехоты Аргентины делятся на:
  - Подразделения Атлантической морской зоны (исп. Área Naval Atlántica)
  - Подразделения Речной морской зоны (исп. Área Naval Fluvial)
  - Подразделения Южной морской зоны (исп. Área Naval Austral)
- Функционально, подразделения Морской пехоты Аргентины делятся на:
  - Оперативные подразделения (исп. Unidades Operativas)
  - Подразделения охраны, обеспечения и обслуживания (исп. Unidades de Seguridad, Logísticas y Servicios)
  - Подразделения обучения и подготовки (исп. Unidades de Educación e Instrucción)

## Галерея

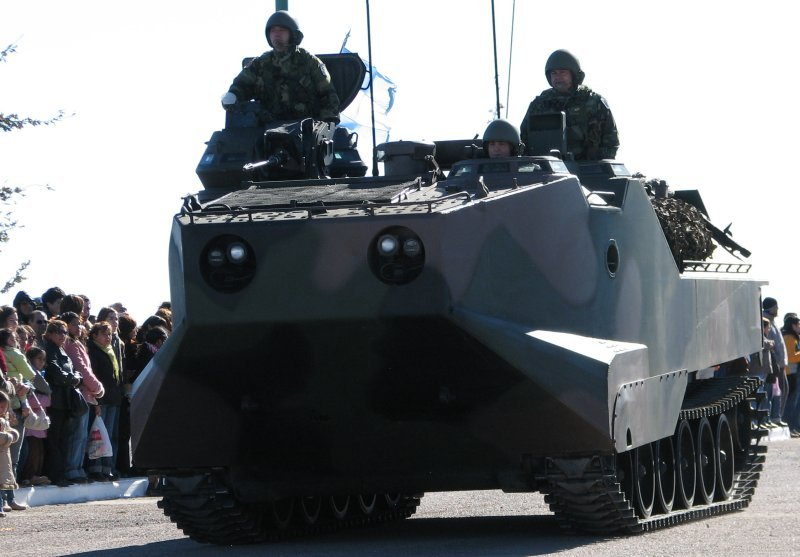
LVTP-7
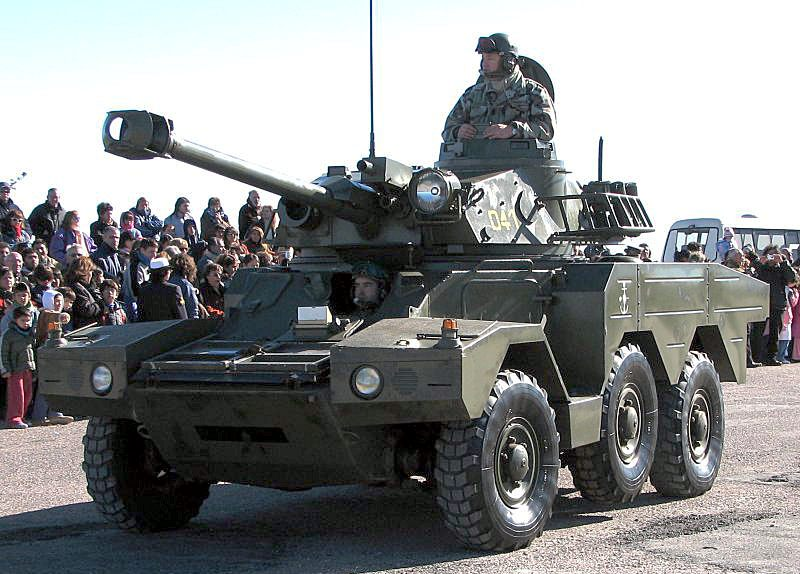
БРМ ERC Sagaie
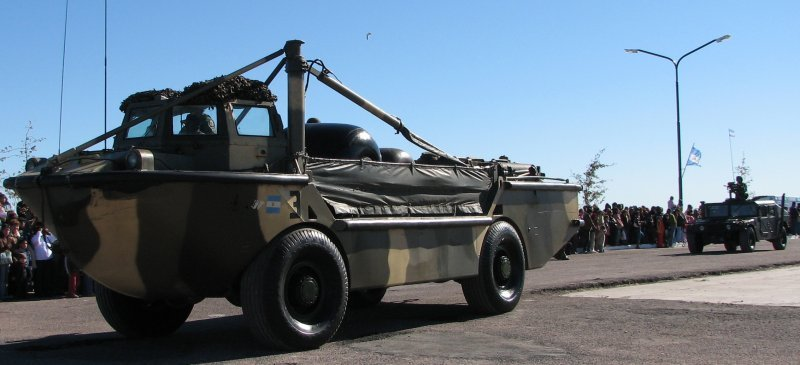
Амфибия LARC-5
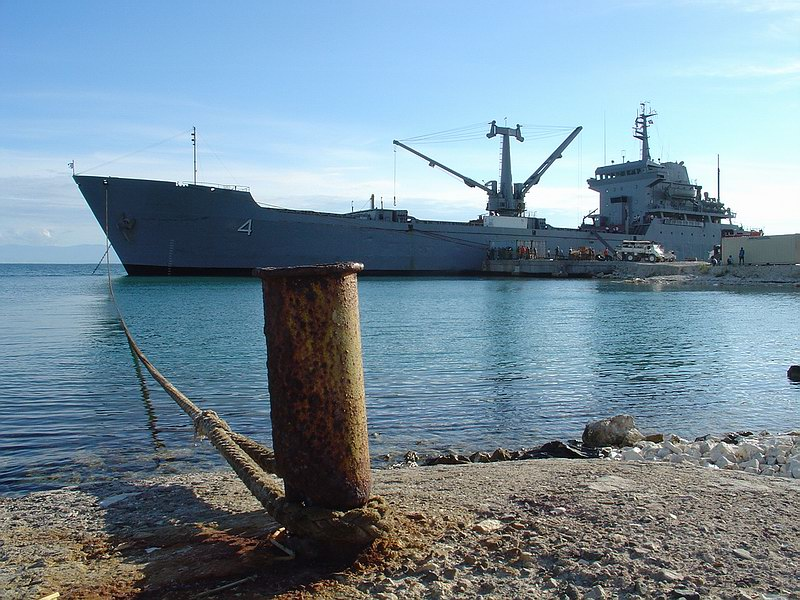
Десантно-транспортный корабль ARA Bahía San Blas (B-4)
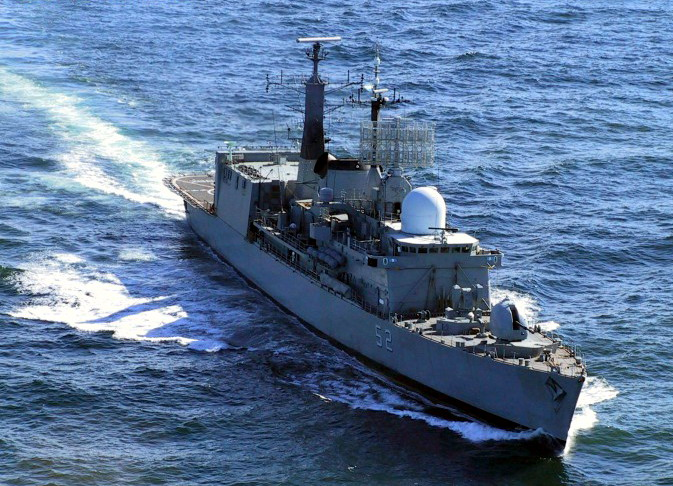
ARA Hércules (B-52)